# Svizzera all'Eurovision Song Contest 1979
La Selezione Svizzera per l'Eurofestival 1979 si svolse il 27 gennaio 1979.

## Canzoni in ordine di classifica
| Posizione | Canzone                | Artista                                  |
| 1.        | Trödler und Co.        | Peter, Sue & Marc + Pfuri, Gorps & Kniri |
| 2.        | Moi je viens d'un pays | Groupe Atlas                             |
| 3.        | Shake hands            | Ruby Manila                              |
| 4.        | Dieci cuori            | Rita Pavone                              |
| 5.        | La nostra favola       | Sandro Caroli                            |
| 6.        | Musik musik            | Biggi Bachmann                           |
| 7.        | Senza te               | Salvo Ingrassia                          |
| --        | Amour, on t'aime       | Alain Morisod & Son Groupe               |